# Pat Cadigan
Pat Cadigan (Schenectady, 10 settembre 1953) è un'autrice di fantascienza statunitense.
Le sue opere sono generalmente considerate parte del movimento cyberpunk, tuttavia lei non si considera appartenente a nessuna corrente letteraria.

## Biografia
Pat è nata a Schenectady nello stato di New York ed è cresciuta a Fitchburg nel Massachusetts. Ha studiato presso l'Università del Massachusetts e l'Università del Kansas e si è laureata nel 1975.
Al termine degli studi iniziò a lavorare come scrittrice per Hallmark Cards. All'inizio degli anni ottanta pubblicò sulle riviste Shayol e Chacal.
La sua prima pubblicazione risale al 1981 ed il successo ottenuto la incoraggiò a divenire una scrittrice a tempo pieno dal 1987. Nel 1996 si è trasferita in Inghilterra.
Nel 1986 un suo racconto è stato inserito in Mirrorshades, l'antologia originale del cyberpunk.
Ha ottenuto numerosi premi, incluso il premio Arthur C. Clarke nel 1992 e 1995 per i romanzi Synners e Fools e nel 2013 il Premio Hugo per il miglior racconto e il Premio Nebula per il miglior racconto con La ragazza che si fece sushi (The Girl-Thing Who Went Out for Sushi).

## Opere

### Romanzi
- Mindplayers, 1987, (edizione italiana: Shake, 1996)
- Synners, 1991
  - Sintetizzatori umani, Shake, 1998
- Fools, 1992, 
  - Folli, Shake, 2000
- Tea from an Empty Cup, 1998
- Dervish is Digital, 2001
- Cellular, 2004, versione in romanzo del film Cellular
- Jason X, 2004, versione in romanzo del film Jason X
- Jason X: The Experiment, 2005

### Raccolte di racconti
- Patterns, 1989
- Letters From Home, 1991
- Dirty Work, 1993
- Home By The Sea,1993
- Il club degli idoli, Future Fiction, 2016